# Метода разговора
Метода разговора, која се још назива и дијалошка или еротеметска метода (еротема значи „питање“) је начин обраде наставног градива који се заснива на разговору између наставника и ученика. У настави историје, поједини извори ову методу наводе као најважнију и најзаступљенију. У настави где се користе рачунари као наставно средство, дијалошка метода може имати оријантациони и мотивишући карактер. Дијалог се наводи и као темељ васпитања за демократију.

## Историјат
Још у старој Грчкој, отпочињући са Талесом из Милета, па надаље у многобројним филозофским школама пресократовског периода расправљало се о физиолошким појавама кроз дијалошки метод рада, комбинован са уметношћу и физичком културом. Касније је дијалошки метод примењивао и сам Сократ, али на карактеристичан начин, користећи иронију и мајеутику (порођајну вештину). Наиме, мајеутика или бабичење је метода названа по Сократовим речима, јер је сматрао да је и он нека врста бабице, само што уместо тела, „порађа“ душе. Суштина је да је он на неки начин наводио људе да схвате своје незнање и заблуде. Није наметао став, већ их је питањима терао да сами дођу до жељених закључака. Са појавом Александријске библиотеке је осим умножавања списа и читалаца, започео и процес херменеутике схваћене као дијалошка метода читања, јер се на неки начин са текстом води дијалог, тако што се сам текст подвргава критици. На тај начин је у Александрији зачета и специјална наука о књижевности.

## Примена
Дијалог као наставна метода може бити присутан у скоро свим фазама реализације наставе, што значи да се кроз дијалог може презентовати ново градиво, али такође и процењивати усвојеност садржаја. Представља облик комуникације између ученика и наставника, али и других ученика, којом се размењују искуства, схватања и ставови о наставним садржајима који су предмет размишљања и истраживања. У настави филозофије, на пример, представља методу увођења у филозофски
начин мишљења и начин стицања искуства које се у настави филозофије очекује. Према неким изворима, ова метода има низ предности у односу на монолошку, али има и недостатке приликом појединих наставних ситуација, због чега је оптимално решење комбиновати је, како са монолошком, тако и са другим методама. Наставници користе ову методу онда када процене да ученици о неком појму имају неопходна предзнања, како кроз већ обрађене наставне јединице, тако и стечена кроз искуство. На тај начин се постижу два циља; обнављање већ постојећих знања, али и стварање мапе појмова чиме се доприноси комплетнијем знању. Карактеристике оваквог разговора су да се овај разговор унапред планира и увек има конкретизоване циљеве. Смисао дијалога је да се ученицима омогући да властитим расуђивањем, а уз коришћење претходних знања и чулних искустава долазе до жељених знања. Због остварене поменуте мисаоне активације, време није неефикасно утрошено, иако дијалошка метода захтева више времена од монолошке.

## Предности
Према једном истраживању спроведеном у црногорским средњим школама на часовима филозофије, уочено је да дијалошка метода, односно сократовска, чешће намеће садржаје у складу са интересовањем ученика, а ван прописаног наставног програма, утиче да се чешће и методичније обнављају знања, као и да се у већој мери користи групни облик рада, али и разноврсније наставне методе. Такође је уочена значајнија либерализација односа између наставника и ученика. О дијалогу као методи у том истраживању су се похвално изразили и наставници и ученици, што указује и на већу мотивацију за рад. Закључак овог истраживања је да је дијалог својствен свим наставним предметима, али да је облик сократовског дијалога најадекватнији у настави филозофије. Ипак, иако важан сегмент ове наставе, он није круцијалан за њену успешност.

## Облици дијалога
У наставној пракси постоје два облика дијалога: традиционални дијалог или катехетички разговор и хеуристички или развојни. 
Катехетички разговор се састоји у одговарању на питања која поставља наставник. При томе, очекивани одговори могу бити дословно преузети из уџбеника. Користи се приликом механичког учења. Хеуристички разговор се више односи на проблемску наставу, односно од ученика се очекује да реши уз образложење, постављени проблем. Овај облик би одговарао проблемско-дијалошкој настави коју је у систем педагошких технологија уврстио М. И. Махмутов. Према Ромелићу, овај други облик развија знања сврсисходније. Приликом таквог разговора, наставник мора да води рачуна о томе да питања буду прецизно формулисана, језички коректна, логички исправна, а употреба упитних речи мора да буде адекватна очекиваном смислу одговора. Сличан захтев постоји и за очекиване одговоре. Такође, потребно је избегавати питања о опште познатим стварима, као и алтернативна и каверзна питања. Уз све то, неопходно је и оставити ученицима одређено време да размисле о одговору, јер према Баковљеву, активна настава захтева и ћутање, које је намењено за размишљање о проблему. Овакав став подржао је и Ђорђе Натошевић још 1834. који је сматрао да је мисаона активност већи добитак од самог одговора. Брзи одговори су ипак, својственији катехетичком разговору. Уколико се наставнику чини да је ћутање у овом случају губљење времена, Ромелић то приписује навици стеченој у настави која се одвија на „класичан начин“. У једном истраживању поређене су дијалошка метода и метода хеуристичког моделовања у настави физике у основној школи и уочена је разлика у напретку групе ђака са којом је рађено хеуристичком методом у односу на ону где је примењен други облик дијалошке методе. Осим директног дијалога који се састоји из разговора између наставника и ученика, постоји и индиректан, када ученик прати туђи дијалог посредством наставног средства, као што је радио емисија, дијалог снимљен на магнетофонској траци, у телевизијској емисији, на Интернету и слично.

## Питања и одговори
Постоје још неки савети дидактичара у вези са тим како испитивати ђаке и какве одговоре захтевати. Један од њих је не фаворизовати појединце, јер ће се други ђаци деморалисати и неће бити довољно или уопште активни. Очекивани одговори би требало да буду исказани кроз „пуне“ реченице. Приликом одговарања ученика, наставник би требало да ћутке саслуша и да их не прекида, да не дозволи „хорско“ одговарање, те да похвали сваки одговор, без обзира колико скроман био. Ромулић наводи да поједини дидактичари сматрају да на развијеност интелекта ученика у негативном смислу утиче немогућност учешћа у дијалозима, а што се наводи као грешка наставника који не поклања довољно пажњу самом одговору ученика. Наставник не би требало да понавља тачан одговор који је ученик рекао, али ни да буде искључив уколико одговор није тачан. Уместо тога, могуће је навести разговор на тачан одговор. Оваквим ставом постиже се дивергентно учење.